# Europavej E105
E105 er en europavej der begynder i Kirkenes i Norge og ender i Jalta i Ukraine. Undervejs går den blandt andet gennem: Murmansk, Petrozavodsk, Sankt Petersborg, Moskva og Orjol i Rusland; Kharkiv, Simferopol og Alushta i Ukraine.